# ألوين هاميلتون
ألوين هاميلتون هي كاتِبة كندية، ولدت في القرن العشرين في تورونتو في كندا.